# Station Domisław
Station Domisław is een spoorwegstation in de Poolse plaats Domisław.